# HD 80606 b
HD 80606 b è un pianeta extrasolare situato ad una distanza di 190 anni luce dalla Terra nella costellazione dell'Orsa Maggiore. Orbita intorno alla stella HD 80606, che a sua volta è parte di un largo sistema stellare binario conosciuto anche come Struve 1341, composto da due nane gialle simili al Sole separate l'una dall'altra da circa 1200 UA. Al momento della scoperta era il pianeta con la più grande eccentricità orbitale conosciuta, e lo è stato fino al 2006, quando fu scoperto HD 20782 b.
La scoperta di HD 80606 b è stata annunciata il 4 aprile 2001 da un gruppo guidato da D. Naef dell'Osservatorio di Ginevra, anche se l'esistenza del pianeta era stata ipotizzata l'anno prima da parte del gruppo G-Dwarf Planet Search che nel 1999 aveva iniziato le osservazioni utilizzando i telescopi Keck. Successivamente le ricerche sono continuate dall'Osservatorio di Haute-Provence, che si trova nel sud della Francia, che confermarono l'esistenza del pianeta.

## Caratteristiche

Il moto orbitale di HD80606 b attorno alla stella.

La massa del pianeta è quasi quattro volte quella di Giove, il che lo pone nella categoria dei giganti gassosi, e il suo periodo di rotazione è stimato in circa 34 ore. Dopo la scoperta del pianeta avvenuta con il metodo della velocità radiale, nel 2009 e nel 2010 furono osservati transiti che permisero di stimarne le dimensioni, che sono risultate simili o appena inferiori a quelle di Giove. Questo indica che il pianeta è molto più denso del maggiore del sistema solare, e poco meno denso della Terra.

### Parametri orbitali
L'eccentricità del pianeta (pari a 0,9336) è tale da rendere la sua orbita paragonabile, ad esempio, a quella di una cometa. Questa enorme eccentricità potrebbe essere causata, fra l'altro, dal fatto che la stella madre fa parte di un sistema binario (Struve 1341), come anche la stella madre di HD 20782 b, che con un'eccentricità di e = 0,97 è il pianeta in assoluto con l'orbita più eccentrica conosciuta. La stella compagna potrebbe aver causato questa strana eccentricità a causa della forte inclinazione orbitale del pianeta rispetto al piano orbitale delle due stelle, attraverso quello che viene definito meccanismo di Kozai. Le misure dell'effetto Rossiter-McLaughlin sono coerenti con la predizione del suddetto meccanismo.
La distanza del pianeta dalla sua stella varia da 0,03 unità astronomiche a 0,85 UA. Confrontata con l'orbita dei pianeti del sistema solare, il punto più lontano della sua orbita sarebbe situato tra Venere (0,7 UA) e la Terra, mentre il suo periastro sarebbe molto più prossimo alla stella rispetto l'orbita di Mercurio (0,4 UA), ad una distanza 13 volte inferiore di quella che esiste tra Mercurio e il Sole. Un osservatore posto sulla superficie di HD 80606 b vedrebbe la stella nel suo cielo circa 30 volte più grande del Sole visto dalla superficie terrestre. Il pianeta è per la maggior parte del tempo nei punti più esterni della sua orbita, e aumenta la sua velocità quando si avvicina alla stella. Una persona sulla sua superficie, vedrebbe la stella aumentare di dimensioni sempre più velocemente, fino a quando questa non diventa apparentemente 100 volte maggiore rispetto a quando il pianeta si trova all'apoastro.

### Temperatura e atmosfera
La temperatura globale media va dai 250 K (−23 °C) all'apoastro ai 1 500 K (1 230 °C) quando si trova al periastro, dove riceve circa 800 volte più radiazione rispetto a quando si trova nel punto più lontano della sua orbita. Nel suo passaggio al periastro, le temperature variano da 800 a 1500 K in appena sei ore. Questo valore massimo è sufficiente a sciogliere anche il nichel. A causa di questi cambiamenti improvvisi della temperatura, amplificati dalla rotazione non sincronizzata con la traslazione, si generano nell'atmosfera tempeste con venti ad enorme velocità, anche di diversi chilometri al secondo, che sviluppano vortici nei poli del pianeta. Per la prima volta gli astronomi hanno osservato cambiamenti atmosferici in tempo reale su un pianeta extrasolare.
La compagna della stella madre, HD 80607, pur trovandosi a una distanza tale da non incidere sulla temperatura del pianeta, risulterebbe comunque piuttosto luminosa vista da HD 80606, quasi quanto la luna piena vista dalla Terra